# Paractinophlebia tenuis
Paractinophlebia tenuis là một loài côn trùng thuộc bộ Neuroptera. Loài này được Bode miêu tả năm 1953.